# Louis Billot
Louis Billot, S. J., francoski rimskokatoliški duhovnik in kardinal, * 12. januar 1846, Sierck-les-Bains, † 18. december 1931.

## Življenjepis
22. maja 1869 je prejel duhovniško posvečenje pri jezuitih.
27. novembra 1911 je bil povzdignjen v kardinala in imenovan za kardinal-diakona S. Maria in Via Lata; s tega položaja in od kardinalske časti je odstopil 21. septembra 1927.